# Província Amhara
Amhara (també anomenada com Bet Amhara, "La llar dels Amhara") fou el nom donat a una província medieval de l'imperi d'Etiòpia situada al que avui dia és la regió Amhara, però llavors considerablement més petita. Limitava al nord amb Lasta, al nord-est amb Angot, a l'est amb Mora, al sud amb Gidim, a l'oest amb Gojjam i al nord-oest amb Begemder.
No hi havia cap província d'aquest nom a les divisions administratives modernes des del temps de Menelik II; en la divisió en dotze governs generals feta el 1943 per Haile Selassie, el territori històric d'Amhara va formar principalment la província de Wollo. La província va donar nom al poble amhara (els amhares, sovint equivalent als "etíops") i a la llengua amhara (amhàric); els amhares poblaven el 1943 Wollo occidental, Begemder i Gojjam, i l'amhàric es parlava a les mateixes zones.